# 国際連合安全保障理事会決議95
国際連合安全保障理事会決議95（こくさいれんごうあんぜんほしょうりじかいけつぎ95、英: United Nations Security Council Resolution 95, UNSCR95）は、1951年9月1日に国際連合安全保障理事会で採択された決議。
この決議では、アラブ・イスラエル紛争（第一次中東戦争）において、エジプトが、イスラエルの港に向かう船舶がスエズ運河を通過するのを妨害していることを非難し、エジプト政府に対して、安全のために必要不可欠なものを除いて、いかなる船舶への干渉も直ちに中止するよう求めた。
この決議は、賛成8、反対0で採択された。中華民国、ソビエト連邦、インドは棄権した。ソ連は後に、中東戦争におけるアラブ諸国に対する批判的な決議には全て拒否権を行使するようになったが、この決議はそうなる前に採択されたものである。